# Homosexualität in Kuba

Geografische Lage von Kuba

Homosexualität wird in Kuba nach langjähriger Diskriminierung in zunehmendem Maße akzeptiert.

## Legalität
Ab 1938 galt ein Gesetz zum Schutz der Gesellschaft, das von der entsprechenden Gesetzgebung in Spanien abgeleitet war, welche die präventive Inhaftierung von Homosexuellen und anderen vermeintlichen Abweichlern erlaubte. Der Artikel 490 des kubanischen Gesetzes von 1938 sah darüber hinaus Haftstrafen von bis zu sechs Monaten oder Geldstrafen für gewohnheitsmäßige homosexuelle Handlungen oder für die Erregung eines öffentlichen Skandals durch die Zurschaustellung der Homosexualität vor. Dieses Gesetz galt auch nach dem Sieg der Revolution praktisch unverändert weiterhin bis 1979. Zwischen 1965 und 1968 wurden zahlreiche Homosexuelle zwangsweise in Umerziehungslager geschickt, in denen sie Feldarbeit verrichten mussten (die sogenannten UMAP/Unidades Militares de Ayuda a la Producción). Noch im Jahr 1971 hieß es im offiziellen Beschlussdokument des staatlichen Ersten Kongresses zu Bildung und Kultur, dass die Homosexualität eine Krankheit sei, die es zu bekämpfen gelte.
Seit 1979 sind homosexuelle Handlungen unter Erwachsenen in Kuba straffrei. Bis zu einer Strafrechtsreform im Jahr 1987 war es jedoch verboten, einen „Zustand“ der Homosexualität öffentlich zu zeigen und homosexuelle Handlungen im Angesicht Dritter auszuführen. Zudem konnten Erwachsene für homosexuelle Handlungen mit Minderjährigen sehr viel strenger bestraft werden als für entsprechende heterosexuelle Handlungen. Obwohl seitdem Homosexualität nicht mehr explizit unter Strafe steht, wird sie zusammen mit Verhaltensweisen wie Trunk- und Drogensucht immer noch unter die allgemeine Kategorie der „Ausnutzung oder eines sozial zu tadelnden Übels“ oder „antisozialen Verhaltens“ gezählt, die im Artikel 73 des Strafgesetzbuches beschrieben wird und zu einem Eintrag in die Polizeiakte führen kann.
Mit der Reform von 1987, der eine dreijährige Diskussion vorausgegangen war, wurde die Strafandrohung für die Erregung eines öffentlichen Skandals sogar verschärft. Das Schutzalter liegt bei 16 Jahren, während es vor 1984 für heterosexuelle Kontakte 12 Jahre betrug. Allerdings wurde das Einwilligungsalter für sexuelle Kontakte im Jahr 2022 wieder auf 12 harmonisiert, bezüglich einer neuen Strafrechtsreform. Seit dem 1. Antidiskriminierungsgesetze zum Schutz der sexuellen Orientierung bestehen bisher in Kuba nicht.

## Anerkennung gleichgeschlechtlicher Ehen
Seit 2008 wurde in der Kommunistischen Partei und im Parlament ein Vorschlag zur Anerkennung homosexueller Partnerschaften beraten.
Im September 2010 übernahm Fidel Castro persönlich die Verantwortung für die auf Kuba stattgefundene Schwulenverfolgung. Er bedauerte, auf Grund von Kriegen und politischen Problemen nicht die nötige Aufmerksamkeit für dieses Problem gefunden zu haben. Allerdings hatte Castro die Diskriminierung Homosexueller keineswegs nur übersehen oder geduldet, sondern aktiv gefördert. So hatte er sich in den ersten Jahren der Revolution mehrfach negativ zu Homosexuellen geäußert und ihnen pauschal die Fähigkeit abgesprochen, „echte Revolutionäre“ zu sein.
Am 22. Juli 2018 verabschiedete das kubanische Parlament eine neue Verfassung, in der unter anderem die Ehe nicht mehr als ein Verbund aus Mann und Frau, sondern als freiwillige Verbindung zwischen zwei Personen festgeschrieben wird. Am 24. Februar 2019 hat das kubanische Volk diese Verfassung in einem Referendum mit einer Zustimmung von 86,6 % angenommen, die Wahlbeteiligung lag bei 84 %. Allerdings wurde die Passage, in der faktisch eine Ehe für Alle ermöglicht werden sollte, auf Druck der Kirchen sowie der Bevölkerung fallen gelassen und wurde somit im Referendum nicht beschlossen. Eine Neufassung des Familiengesetzbuchs, welche die Frage nach der Ehe für Alle endgültig klären soll, sollte später beschlossen werden. In einer Volksabstimmung über ein neues Familienrecht am 25. September 2022 nahm bei einer Wahlbeteiligung von 74 % eine Mehrheit von 66,87 % das Gesetz an. Es sieht gleichgeschlechtliche Ehen und ein Adoptionsrecht für Lesben und Schwule vor.

## Gesellschaftliche Situation

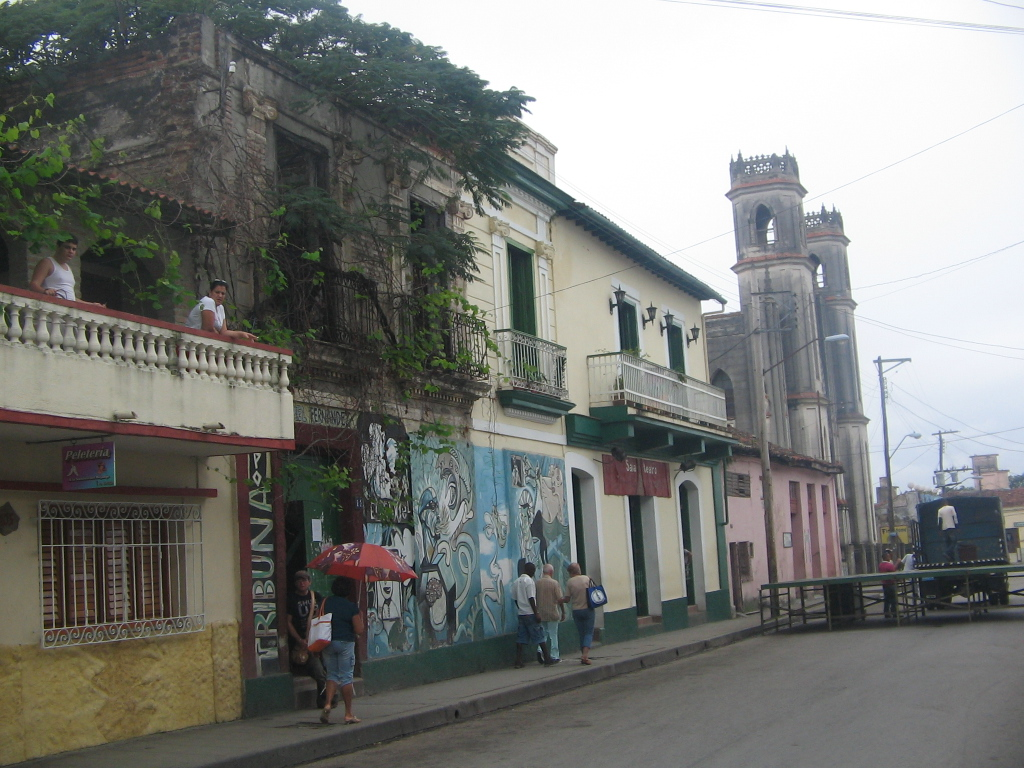
Kulturzentrum El Mejunje

Eine LGBT-Community gibt es in der Hauptstadt Havanna, in der Provinzhauptstadt Santa Clara, vor allem im Umfeld des dortigen Kulturzentrums El Mejunje, und in anderen größeren Städten. Das Centro Nacional de Educación Sexual (CENESEX) setzt sich in Kuba für Toleranz gegenüber schwul-lesbischen, bi- und transsexuellen Themen auf der Insel ein. Regierungsunabhängige LGBT-Aktivisten werden jedoch häufig von CENESEX und den Behörden in ihren Aktivitäten behindert und unter Druck gesetzt. Die Direktorin dieses Zentrums, Mariela Castro, Tochter von Raúl und Nichte Fidel Castros setzt sich seit vielen Jahren für die Verbesserung der LGBT-Rechte ein und startet Kampagnen gegen Homophobie. Noch 2008 wurden Gay-Pride-Paraden von den Behörden aufgelöst. 2011 durfte dann erstmals eine offiziell genehmigte Veranstaltung stattfinden. Im August 2011 fand die erste Hochzeit zwischen einer Transsexuellen und einem Schwulen statt. Zwar waren gleichgeschlechtliche Hochzeiten damals noch nicht möglich, jedoch gilt Wendy Iriepa, operativ zur Frau geworden, laut Gesetz nicht mehr als Mann, sodass diese Heirat möglich wurde.  Dennoch beklagen Homosexuelle eine fortgesetzte Diskriminierung.